# Атанас Тасев
Вижте пояснителната страница за други личности с името Атанас Тасев.
Атанас Иванов Тасев е български оператор – в игралното и в други жанрове кино.

## Биография
Роден е в София на 2 октомври 1931 г.
Завършва Държавното киноучилище в София през 1951 г. и ВИТИЗ „Кръстьо Сарафов“ със специалност „Операторско майсторство“ през 1979 г.
През 1952 година става асистент-оператор, а от 1966 г. е оператор. Преподавател е във ВИТИЗ (НАТФИЗ), доцент. Носител на почетното звание „Заслужил артист“ от 1971 г.
Умира в София на 14 септември 2009 г..

## Филмография
- Рицар без броня (1966)
- С дъх на бадеми (1967)
- Един снимачен ден (тв, 1968)
- Шведските крале (1968)
- Иконостасът (1969)
- Черните ангели (1970)
- Сбогом, приятели! (1970)
- Не се обръщай назад (1970)
- Наковалня или чук (1972)
- Бягство в Ропотамо (1973)
- Дърво без корен (1974)
- Апостолите (1976)
- Записки по българските въстания (1976)
- Бариерата (1979)
- Камионът (1980)
- Куче в чекмедже (1981)
- Похищение в жълто (1981)
- Една жена на 33 (1982)
- Дяволското оръжие (1982)
- Голямата игра (1983)
- Завръщане (1983)
- Горе на черешата (1984)
- Събеседник по желание (1984)
- Характеристика (1985)
- Двойната примка (1986), 3 серии
- Сърце човешко (1988)
- 9 - цифра на кобрата (1988), 3 серии
- Тест „88“ (1989)
- Никола Гюзелев (1990)
- Пантуди (1993)